# Pinokari (i Nuikonlahti, Nådendal)
Pinokari är en ö i Finland.   Den ligger i kommunen Nådendal i den ekonomiska regionen  Åbo ekonomiska region  och landskapet Egentliga Finland, i den sydvästra delen av landet, 170 km väster om huvudstaden Helsingfors.
Terrängen på Pinokari är varierad.  I omgivningarna runt Pinokari växer i huvudsak barrskog.